# Jimmy Westerlund

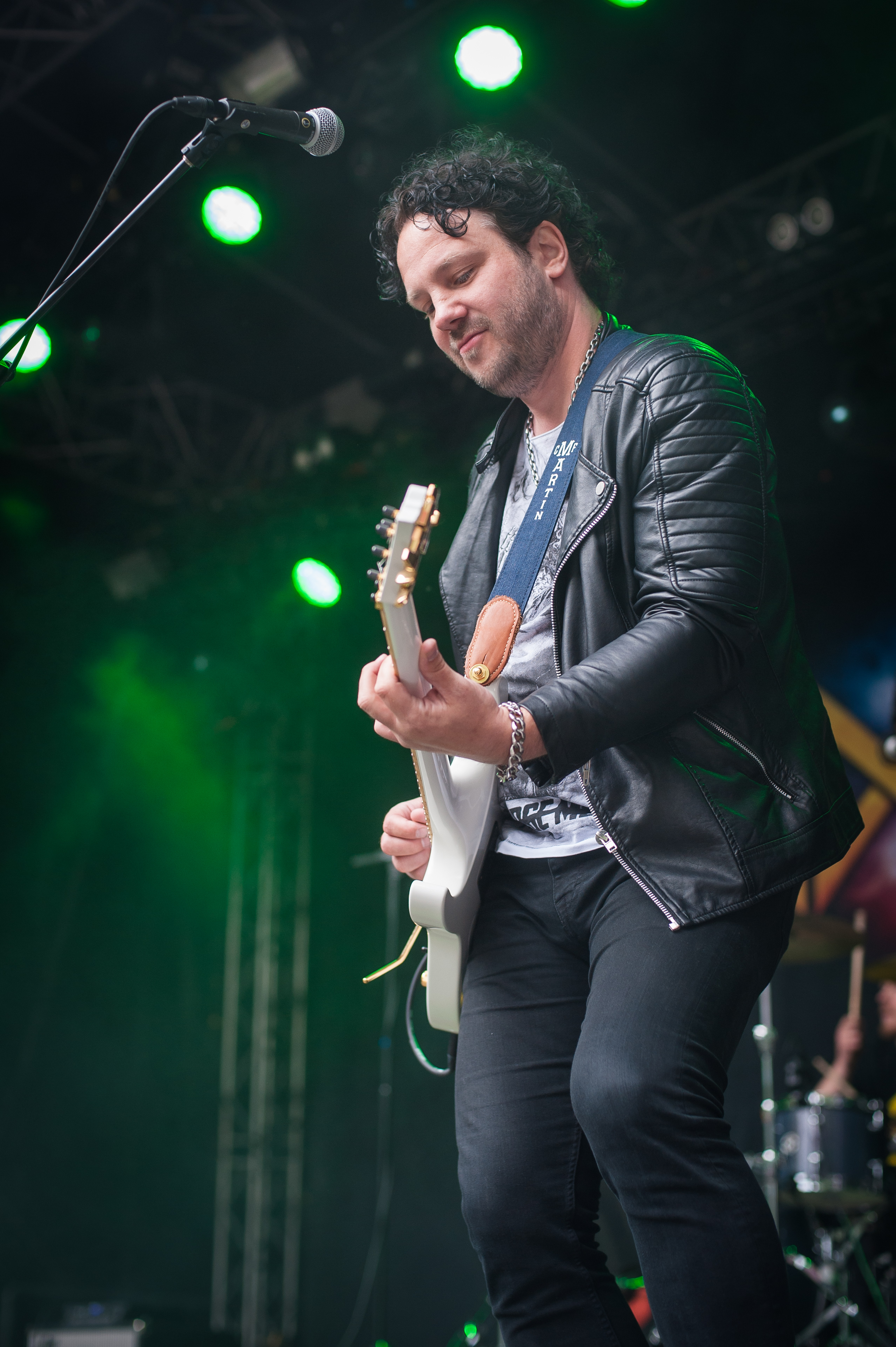
Jimmy Westerlund, 2018

Jimmy Westerlund (* 8. Juli 1977 in Kristinestad, Finnland) ist ein finnischer Songwriter und Musik-/TV-Produzent.

## Karriere
Seit den ca. 2000 pflegt er den Kontakt zu Schlüsselpersonen für Musik & TV weltweit. Enge Geschäftspartner aus seiner Heimat Finnland sind Warner Music Group Labelchef Asko Kallonen und A&R Gabi Hakanen (EMI Group Finnland). Andere Partner aus Skandinavien sind Mariann Records Labelchef Bert Karlsson und Produzenten wie Lasse Andersson und Mats Persson (Roxette). Westerlund kooperiert auch mit A&R Ken Ogihara von Sony Europe.
Er produzierte die größten Exporte aus Finnland wie Sturm und Drang, Negative und Cain’s Offering, und leitete den Eurovision Song Contest 2007 in Helsinki. Zuletzt arbeitete er mit dem Produzenten Robin DiMaggio an einem Projekt United Nations.
Zusätzlich nahm er sein erstes Soloalbum mit Musikern wie Robin Dimaggio (von Paul Simon und David Bowie), Alfred Dunbar (von Christina Aguilera und Pink) und Alex Alessandroni (von Michael Jackson This is it Band) auf. Dazu produzierte er einen der Hauptsongs für die Fußball-Weltmeisterschaft 2010 in Südafrika.
| Personendaten    | Personendaten                                 |
| ---------------- | --------------------------------------------- |
| NAME             | Westerlund, Jimmy                             |
| KURZBESCHREIBUNG | finnischer Songwriter und Musik-/TV-Produzent |
| GEBURTSDATUM     | 8. Juli 1977                                  |
| GEBURTSORT       | Kristinestad, Finnland                        |